# Oenanthe albifrons
La collalba frentiblanca o zorzal-hormiguero frentiblanco (Oenanthe albifrons) es una especie de ave paseriforme de la familia Muscicapidae propia del África subsahariana.

## Taxonomía
Fue descrita científicamente en 1837 por el naturalisca alemán Eduard Rüppell, con el nombre binomial de Saxicola albifrons. Estuvo clasificado en el género Myrmecocichla, hasta que estudios filogenéticos publicados en 2010 y 2012 descubrieron que la especie estaba ubicada en un clado que incluía al género Oenanthe, por lo que se trasladó a este género para que fuera monofilético.

## Distribución y hábitat
Se encuentra en una amplia franja del África tropical que se extiende desde Senegal y Guinea hasta Sudán del Sur y Uganda, con poblaciones disjuntas en Eritrea y Etiopía. Su hábitat natural son las sabanas tropicales y las zonas de matorral.